# 국도 제134호선 (일본)
국도 제134호선(国道134号)은 가나가와현 요코스카시에서 나카군 오이소정까지 이르는 일본의 일반 국도로, 총 연장은 60.6 km이다. 주로 미우라반도의 쇼난 지방의 해안선을 통과하는 국도이며, 가나가와현의 해안선을 동서 방면으로 이어주지만 통칭은 쇼난 도로이다.

## 역사
- 1953년 5월 18일 : 2급 국도 제134호 요코스카~오이소선으로 지정 시행
- 1965년 4월 1일 : 1, 2급의 구분을 없애버리고, 일반 국도 제134호선으로 전환

## 주요 경유지
- 가나가와현
  - 요코스카시 - 미우라시 - 요코스카시 - 미우라군 하야마정 - 즈시시 - 가마쿠라시 - 후지사와시 - 지가사키시 - 나카군 오이소정

## 접촉하는 도로
국도
- 국도 제16호선
- 국도 제467호선
- 국도 제129호선
- 국도 제1호선

고속도로
- 미우라 종단 도로
- 즈요 도로

## 문화에 소개된 국도 134호
문화에 소개되었던 국도 134호에는 ROUTE 134, Route 134, 루트 134, 134호 스토리, 134 등의 악곡이 소개되었다. 이 외에도 es.car, BEAUTIFUL DAY, Traffic Jam 등 일부 노래들은 가사의 곡중에 국도 134호에 대한 언급이 등장한다.